# ベリザーナ (小惑星)
ベリザーナ (178 Belisana) は、小惑星帯に位置する岩石質の小惑星の一つ。
1877年11月6日にオーストリアの天文学者、ヨハン・パリサが発見し、ケルト神話に登場する女神ベリサマ（Belisama, Belisanaとも綴る）から名付けられた。